# Liščí bouda

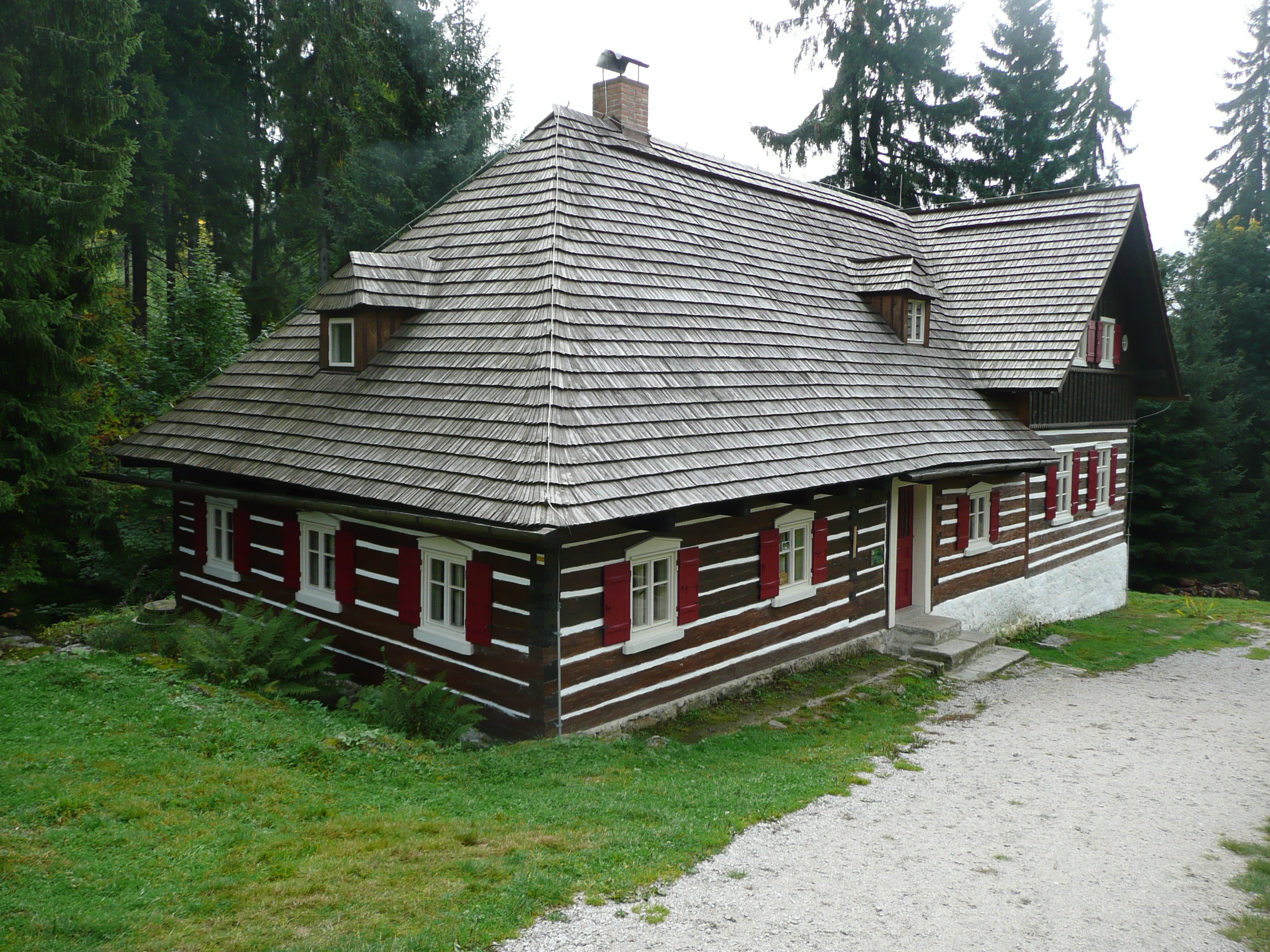
Fuchsbaude Kristiánov im Isergebirge

Das Berghaus Liščí bouda (deutsch Fuchsbaude) war ursprünglich die Privatwohnung der Familie Fuchs, von der es auch die heutige Bezeichnung erhielt. Die Baude hatte ursprünglich die Hausnummer 52 in der damaligen Glasbläsersiedlung Kristiánov (Christiansthal). Errichtet wurde das Haus 1775. Die Familie Fuchs lebte hier Anfang des 19. Jahrhunderts. Später wurde das Wohnhaus zum Hütten-Gasthaus, und nach Niedergang der Glasindustrie zum Gasthaus für Wanderer mit Unterkunftsmöglichkeiten umgebaut. Seit 1963 gehört das Haus dem Museum für Glas und Bijouterie in Jablonec nad Nisou (Gablonz an der Neiße). Es bietet den Besuchern eine kleine Ausstellung über die Geschichte der Glasmachersiedlung Kristiánov.
Das Blockhaus, bei dem bis auf die Fundamente bzw. des Schornsteines alles aus Holz errichtet wurde, befindet sich in der Nähe des Jagdschloss Nová Louka an einer Hauptmagistrale des Isergebirges von Nova Louka zum Kammweg des Isergebirges. Ortschaften in der Nähe sind Bedřichov, Janov nad Nisou und Josefův Důl im Okres Jablonec nad Nisou in Nordböhmen. Südlich von der Fuchsbaude unterhalb liegt die Talsperre Josefův Důl.
Heute dient die Baude als Zwischenpunkt und Gaststätte für Wanderungen im Isergebirge. Im Winter führt unmittelbar neben der Fuchsbaude der Isergebirgslauf vorbei.